# Paul Langdon Ward
Paul Langdon Ward, auch: Paul L. Ward, (* 4. Februar 1911 in Diyarbakır, Türkei; † 13. November 2005 in Gwynedd, Pennsylvania) war ein US-amerikanischer Historiker.
Paul L. Ward war Geschäftsführer der Amerikanischen Historischen Gesellschaft (American Historical Association). Zudem war er Präsident des Sarah Lawrence College in Bronxville, New York. Er war Mitarbeiter des "Office of Strategic Services (OSS)", dem ersten Geheimdienst der USA und Vorläufer der CIA.